# 天狗五
羅盤座α，又名CD-32 5651，HD 74575、SAO 199546、HR 3468，是羅盤座的一颗恒星，视星等为3.68，位于銀經254.99，銀緯5.77，其B1900.0坐标为赤經8h 39m 34.4s，赤緯-32° 5.77′ 33″。这个恒星虽然只是一个4等的暗星，但实际上这个恒星距离远至850光年，是一个相当大的蓝色巨星。其光谱分类为B1.5III。它的绝对星等约为-3.39，在可见光波段比太阳要亮1908倍大，因此它的生命将十分短暂，最后会成为一个壮丽的超新星。